# اسب دوپا
اسب دوپا فیلمی به کارگردانی سمیرا مخملباف و نویسندگی محسن مخملباف، محصول سال ۲۰۰۸ است.

## خلاصه داستان
پسری فقیر برای پیدا کردن شغل باید در مسابقه‌ای با بچه‌های فقیر دیگر شرکت کند. هرکدام از بچه‌ها بهتر بتواند بچه‌ای که پاهایش را در جنگ از دست داده‌است را برای رفتن به مدرسه کول بگیرد، برنده است. مسابقه آغاز می‌شود و سرانجام پسر فقیر برنده می‌شود. پسر در مقابل دریافت ۱ دلار دستمزد روزانه، هر روز پسر بی‌پا را مانند اسب به کول می‌کشد و با خود به مدرسه می‌برد و می‌آورد. وقتی که او را بر کول خود دارد با خرها و اسب‌هایی که در کوچه رفت و آمد می‌کنند، مسابقه می‌دهد. او را در خانه به حمام می‌برد و بر تاب سوار می‌کند اما پسر بی‌پا از او ناراضی است، چون آن‌طور که او می‌خواهد هنوز برایش اسب نشده‌است.

## بازیگران
- ضیا میرزا محمد
- هارون احد
- گل غتی کریمی
- خوجه نادر
- یاسین طویلدار

## جوایز و افتخارات
- جایزهٔ «Special Mention» از جشنوارهٔ بین‌المللی فیلم‌های آسیایی رم، ایتالیا ۲۰۰۸[۵][۴]
- جایزهٔ «جرج دلرو» برای بهترین موسیقی فیلم، از جشنوارهٔ بین‌المللی فیلم گنت، بلژیک ۲۰۰۸[۵][۴]
- جایزهٔ ویژهٔ هیئت داوران از پنجاه و ششمین جشنوارهٔ بین‌المللی فیلم سن سباستین، اسپانیا ۲۰۰۸[۶][۴]

## انفجار در هنگام فیلم‌برداری
فیلم اسب دوپا در شهر سر پل در شمال افغانستان فیلم‌برداری شده‌است. در هنگام فیلم‌برداری بمبی دستی به سوی دوربین پرتاپ شد که منجر به زخمی شدن چند نفر و کشته شدن یک اسب شد. چند ساعت پس از حادثه نیروهای آمریکایی مردی را که گفته می‌شد ایرانی است به اتهام دست داشتن در این انفجار دستگیر کردند. ۲ ماه پس از حادثه، یکی از زخمی شدگان در بیمارستان درگذشت. در اردیبهشت ۱۳۸۶، محسن مخملباف که برای شرکت در شصتمین سالگرد جشنوارهٔ کن به فرانسه دعوت شده بود، ضمن شرح این انفجار در گفت و گویی گفت: «اگر من یا اعضای خانواده‌ام کشته شوند، کار حکومت ایران است.»